# جامعة الناصر
جامعة الناصر جامعة يمنية خاصة أنشئت في عام 2007م، عرفت سابقاً بكلية الناصر للعلوم الطبية، متخصصة في ثلاثة مجالات أساسية؛ مسمى؛ الصيدلة وصحة مجتمع والمختبرات. أنشأت
جامعة الناصر 3 كليات جديدة. وهي كلية العلوم الإنسانية، كلية الهندسة وعلوم الحاسوب وكلية العلوم الإدارية والمالية.
تقع داخل ثلاثة مباني الأول موقع جامعة العلوم الطبية والثاني موقع كلية العلوم الإنسانية والثالث موقع لكلية الهندسة وعلوم الحاسوب مع معهد مشهور لعلوم الحاسوب معروف أيضاً باسم آبتك.